# Hirtella triandra
Hirtella triandra är en tvåhjärtbladig växtart som beskrevs av Olof Swartz. Hirtella triandra ingår i släktet Hirtella och familjen Chrysobalanaceae. Inga underarter finns listade i Catalogue of Life.